# NRK P1
NRK P1 é um canal de rádio digital de âmbito nacional operado pela Norwegian Broadcasting Corporation (NRK). É o resultado da reforma dos canais de rádio da NRK iniciada em 1993 pelo diretor de rádio Tor Fuglevik . A NRK P1 é a descendente direta da primeira estação de rádio da NRK, que começou a transmitir em 1933. A programação da P1 é direcionada a uma ampla população demográfica madura e é a estação de rádio mais popular da Noruega, com aproximadamente 1,9 milhão de ouvintes diariamente.
A sede da P1 está localizada na área de Tyholt , em Trondheim, e a maioria de seus programas é feita lá, exceto as transmissões de notícias que são produzidas, juntamente com outras programações, na Broadcasting House em Marienlyst, Oslo .
Com seus 1176 transmissores de FM usando 124 frequências diferentes, a NRK P1 era a maior rede de rádio da Europa.  No entanto, todas as estações de rádio da NRK foram gradualmente digitalizadas em 2017 e agora são transmitidas via DAB + e internet. A NRK P1 também transmitiu em ondas longas a 153 kHz através do transmissor de rádio Ingøy (aberto em 2000, fechado em 2 de dezembro de 2019 às 12:06 CET), que servia a frota pesqueira do país no mar de Barents .